# 片山正通
片山 正通（かたやま まさみち、1966年8月24日 - ）は、日本を拠点に世界各国のプロジェクトを手がけるインテリアデザイナー。株式会社ワンダーウォール代表。武蔵野美術大学空間演出デザイン学科教授。
インテリアデザインを主軸に、クリエイティブディレクション、建築デザインディレクションなど幅広い分野で活動。ファッション等のブティックからブランディング・スペース、ホテル、住宅、大型商業施設の全体計画まで、世界各国で多彩なプロジェクトを手がける。

## 人物
岡山県岡山市（旧・瀬戸町）出身。2000年に株式会社ワンダーウォールを設立。日本、ヨーロッパ、北アメリカ、オセアニア、中東、アジアで活動している。
2011年4月、武蔵野美術大学空間演出デザイン学科教授に就任。

## 作品
- BAPE STORE®/A BATHING APE®各店（原宿／渋谷／香港／NY／ロンドン他） - 1998年〜
- THE BANK - 2000年
- DRAWER Aoyama -　2003年
- 100%ChocolateCafe. - 2004年
- PIERRE HERMÉ PARIS Aoyama - 2005年
- LOOPWHEELER - 2005年

- ユニクロ グローバルフラッグシップストア（2006-2015）[4][5][6]
  - SoHo, New York - 2006年
  - Opéra, Paris - 2009年
  - Fifth Avenue, New York - 2011年
  - Ginza, Tokyo - 2012年
  - Le Marais, Paris - 2014年
  - MAGIC FOR ALL Store on the 5th floor, Shanghai - 2015年

- A.P.C. DAIKANYAMA HOMME - 2007年
- colette - 2008年
- ナイキ 原宿 - 2009年
- OZONE（ザ・リッツカールトン香港メインバーラウンジ） - 2011年
- 宝満宮竈門神社 授与所 - 2012年
- THOM BROWNE. NEW YORK AOYAMA - 2013年
- KAWS STUDIO - 2013年

- INTERSECT BY LEXUS（2013-2018）
  - Tokyo - 2013年
  - Dubai - 2015年
  - New York - 2018年

- WOOLRICH 表参道店 - 2014年
- Hyundai Card Travel Library - 2014年

- L/UNIFORM （2015-2023）
  - Paris - 2015年
  - Tokyo - 2019年
  - Aoyama - 2023年

- Samsung 837 - 2016年
- domaine tetta - 2016年
- ユナイテッドアローズ 六本木ヒルズ店 - 2016年
- BLAMINK - 2016年
- DIESEL STORE MILANO SAN BABILA - 2016年
- ピエール・エルメ・パリ 青山 - 2016年
- JAPAN HOUSE London - 2018年
- 虎ノ門ヒルズ ビジネスタワー （商業施設環境・インキュベーションセンターARCH） - 2020年
- THE TOKYO TOILET @ 恵比寿公園 - 2020年
- 宝満宮竈門神社 手水舎 - 2020年
- Hiroo Estates - 2021年
- 翠門亭 - 2022年
- T-MARKET - 2023年
- NOT A HOTEL HIROO / 白寧 - 2023年
- NOT A HOTEL KITAKARUIZAWA MASU - 2024年販売開始 2026年秋開業予定
- HUMAN MADE REPULSE BAY - 2024年
- LOUIS VUITTON Men's Fall-Winter 2025 Show - 2025年

他

## 受賞歴
- 2007年 - オランダのInterior Design Firm of the Year（年間ベストインテリアデザイン事務所賞）の"The Great Indoors Award" に選出。
- 2009年 - アメリカの雑誌『Fast Company』の「100 MOST CREATIVE PEOPLE IN BUSINESS」にて世界で54位に選出される。
- 2013年 - グローバルファッションビジネスを形成する500人を選ぶ「THE BUSINESS OF FASHION 500」に選出。
- 2020年 - オランダのデザイン誌『FRAME』が主催するFRAME AWARDにて、“Lifetime Achievement Award 2020”を受賞。

他

## 映画 / TV出演
- トップランナー（2004年6月20日、NHK教育テレビジョン）
- R30（2007年3月2日、TBSテレビ）
- プロフェッショナル 仕事の流儀（2009年11月24日、NHK総合テレビジョン）
- Colette, Mon Amour（2020年、ドキュメンタリー、フランス）- 2017年に惜しまれつつ閉店を迎えたパリの伝説的ショップ「コレット」の閉店までの日々を追ったドキュメンタリー映画。片山はコレットのデザイナーとしてインタビュー出演。
- 幕が上がる（2015年、青春映画、日本）- 監督：本広克行監督、原作：平田オリザによるももいろクローバーZ本格初主演映画。片山は主人公の一人である高橋さおり（百田夏菜子）の父役で出演。
- SWITCHインタビュー 達人達（2021年3月20日、NHK教育）

## 出版物

### 書籍
- 『Wonderwall Masamichi Katayama Projects』（Frame Publishers / Birkhauser）、2003年
- 『Wonderwall Masamichi Katayama Projects No.2』（Frame Publishers）、2008年
- 『WONDERWALL ARCHIVES 01』（PARCO出版）、2010年
- 『WONDERWALL ARCHIVES 02』（PARCO出版）、2014年
- 『Wonderwall Case Studies』（Gestalten  編集：Winkreative）、2016年
- 『片山正通的百科全書 Life is hard... Let's go shopping.』（PARCO出版）、2017年
- 『片山正通教授の「好きなこと」を「仕事」にしよう』、2013年、マガジンハウス ISBN 978-4-8387-2621-9
- 『片山正通教授の「遊ぶ」ように「仕事」をしよう』、2015年、マガジンハウス ISBN 978-4-8387-2762-9
- 『片山正通教授の「未来」の「仕事」のつくり方』、2017年、マガジンハウス ISBN 978-4-8387-2923-4
- 『片山正通教授の「仕事」の「ルール」のつくり方』、2019年、マガジンハウス ISBN 978-4838730674

### DVD
- 『プロフェッショナル 仕事の流儀　インテリアデザイナー片山正通の仕事』（NHKエンタープライズ）、2010年

## 展覧会
- EXHIBITION OF WONDERWALL ARCHIVES 01 -10 PROJECT MODELS-
  - 2010.10.29~11.28 銀座 ポーラ ミュージアム アネックス
  - 2010.12.4~2011.1.4 福岡 三菱地所アルティアム
  - 2011.3.18~3.26 名古屋 パルコギャラリー
- EXHIBITION OF WONDERWALL ARCHIVES 02 -10 PROJECT MODELS-
  - 2014.4.18~5.25 銀座 ポーラ ミュージアム アネックス
- 片山正通的百科全書 Life is hard... Let's go shopping.
  - 2017.4.8~2017.6.25 初台 東京オペラシティ アートギャラリー

## instigator
片山正通が企画・ホストを務め、2011年よりスタートした、トップクリエイターをゲストに対談形式で行われる武蔵野美術大学の学生に向けた特別講義。　　